# 9562 Memling
9562 Memling este un asteroid din centura principală de asteroizi.

## Descriere
9562 Memling este un asteroid din centura principală de asteroizi. A fost descoperit pe 1 septembrie 1987 la Observatorul La Silla de Eric Walter Elst. El prezintă o orbită caracterizată de o semiaxă mare de 3,09 ua, o excentricitate de 0,18 și o înclinație de 3,5° în raport cu ecliptica.